# Automobiles Martini
Az Automobiles Martini, vagy egyszerűen Martini egy korábbi Formula–1-es konstruktőr. Az istálló 1978-ban összesen hét versenyen vett részt, ezek közül négyen tudott rajthoz állni.
Itt mutatkozott be a későbbi sikeres versenyző, René Arnoux.

## Története
Az Automobiles Martinit 1956-ban alapította Renato Martini. A csapat sikerekben gazdag éveket töltött a kisebb kategóriákban mint Formula–3 és a Formula Renault. 1978-ra aztán elérkezettnek látták az időt a Formula–1-es bemutatkozáshoz. Pilótának az újonc René Arnoux-t igazolták le. A karosszériát házon belül készítették, a motor pedig a Cosworth DFV lett.
Argentínába és Brazíliába a magas költségek miatt nem utaztak el így Dél-Afrika lett az első helyszín ahol bemutatkoztak. Bár kvalifikálni nem sikerült a versenyre, Arnoux bizakodó volt hisz az autóban volt potenciál. Miután az Amerikai Nagydíjat szintén kihagyták, Monacóban ismét csalódniuk kellett hisz még az elő kvalifikáción se jutott túl az autó. Belgiumban aztán végre minden a terv szerint alakult. Miután sikerült megszerezni a 19. rajtkockát, a versenyen Arnoux tökéletes vezetéssel ki tudta használni az ellenfelek gondjait és az előkelő 9. helyen fejezte be a versenyt. Spanyolországban nem sikerült rajthoz állni mivel nem tudtak időben megegyezni a Cosworthal. Svédországba már el sem utazott a csapat. A Francia Nagydíj egy 18. rajthelyet váltott 14.-re Arnoux, amit egy kör hátrányban teljesített.
A Brands Hatchben rendezett brit versenyhétvégén egy adminisztrációs hiba miatt nem tudtak rajthoz állni. Hockenheimben aztán egy műszaki hiba miatt nem sikerült az elő-kvalifikáció. Ausztriában sikerült megcsípni az utolsó, 26. rajthelyet, aztán a futam remekül alakult a fiatal francia számára. A zuhogó esőben sorra estek ki a riválisok, még a piros zászló is előkerült. Arnoux rendkívül higgadtan vezetett melynek jutalma a 9. helyezés lett két kör hátrányban a győztes Ronnie Petersonhoz képest. Zandvoortban aztán egy törött szárny miatt kellett feladni az ígéretesen induló futamot. A magas költségek miatt a csapat ezután úgy döntött hogy nem erőlteti tovább az Formula–1-et és inkább a kisebb kategóriákra koncentrál. Arnoux az utolsó két futamra átült a Surteesbe majd a következő szezontól a Renault pilótája lett. A csapat közepesen sikeres lett kisebb kategóriákban majd 2004-ben felvásárolta Guy Ligier.

## Teljes Formula–1-es eredménylista
(Táblázat értelmezése)

(Félkövér: pole-pozícióból indult; dőlt: leggyorsabb kört futott) 

| Évt  | Kasztni      | Motor             | Versenyző   | 1   | 2   | 3   | 4   | 5    | 6   | 7   | 8   | 9   | 10  | 11   | 12  | 13  | 14  | 15  | 16  | Poz. | Pont |
| ---- | ------------ | ----------------- | ----------- | --- | --- | --- | --- | ---- | --- | --- | --- | --- | --- | ---- | --- | --- | --- | --- | --- | ---- | ---- |
| 1978 | Martini MK23 | Ford Cosworth DFV |             | ARG | BRA | RSA | USW | MON  | BEL | ESP | SWE | FRA | GBR | GER  | AUT | NED | ITA | USA | CAN | HN   | 0    |
| 1978 | Martini MK23 | Ford Cosworth DFV | René Arnoux |     |     | DNQ |     | DNPQ | 9   |     |     | 14  |     | DNPQ | 9   | Ret |     |     |     | HN   | 0    |